# Niccolò Machiavelli
Niccolò di Bernardo dei Machiavelli (/ˌmækiəˈvɛli/; tiếng Ý: [nikkoˈlɔ mmakjaˈvɛlli]; 3 tháng 5 năm 1469 - 21 tháng 6 năm 1527) là một nhà ngoại giao, nhà triết học và nhà văn thời Phục hưng người Ý, nổi tiếng với tác phẩm Quân vương (Il Principe), được viết vào năm 1513. Ông thường được gọi là cha đẻ của triết học chính trị hiện đại hoặc khoa học chính trị.
Trong nhiều năm, ông phục vụ như một quan chức cấp cao ở Cộng hòa Florentine với trách nhiệm trong các vấn đề ngoại giao và quân sự. Ông đã viết hài kịch, bài hát lễ hội, và thơ. Thư tín cá nhân của ông có tầm quan trọng cao đối với các nhà sử học và học giả. Ông làm thư ký cho Chancery thứ hai của Cộng hòa Florence từ 1498 đến 1512, khi Medici bị thất sủng.
Sau khi ông qua đời, tên của Machiavelli đã gợi lên những hành động chính trị vô đạo đức theo mẫu những lời khuyên nhủ nổi tiếng nhất của ông trong tác phẩm Quân vương.  Machiavelli đã xem xét các trận chiến chính trị, không phải qua lăng kính đạo đức, mà như thể chúng là một trò chơi cờ với các quy tắc được thiết lập. Kinh nghiệm của ông cho ông thấy rằng chính trị luôn bị chơi với sự lừa dối, phản bội và tội ác. Ông cũng ghi chú rằng một người cai trị đang thiết lập một vương quốc hoặc một nước cộng hòa, và bị chỉ trích vì những việc làm của mình, bao gồm cả bạo lực, nên được tha thứ khi ý định và kết quả là có lợi. Tác phẩm Quân vương của Machiavelli đã được đọc nhiều như một bản thảo từ lâu trước khi nó được xuất bản năm 1532 và phản ứng là vừa khen vừa chê. Một số người coi đó là một mô tả đơn giản về "phương tiện xấu xa được sử dụng bởi những kẻ thống trị xấu; những người khác thấy trong cuốn sách là những khuyến nghị xấu xa dành cho bạo chúa để giúp họ duy trì quyền lực."  Ngay cả trong thời gian gần đây, một số học giả, chẳng hạn như Leo Strauss, đã nhắc lại quan điểm truyền thống rằng Machiavelli là một "thầy dạy của quỷ dữ".
Thuật ngữ Machiavellian thường bao hàm sự lừa dối chính trị, sự lệch lạc và realpolitik. Mặc dù Machiavelli đã trở nên nổi tiếng nhất nhờ công trình nghiên cứu về các lãnh đạo, các học giả cũng chú ý đến những lời hô hào trong các tác phẩm triết học chính trị khác của ông. Trong khi ít được biết đến hơn Quân vương, Bài diễn văn về Livy (sáng tác k. 1517) thường được cho là đã mở đường cho chủ nghĩa cộng hòa hiện đại.

## Tiểu sử

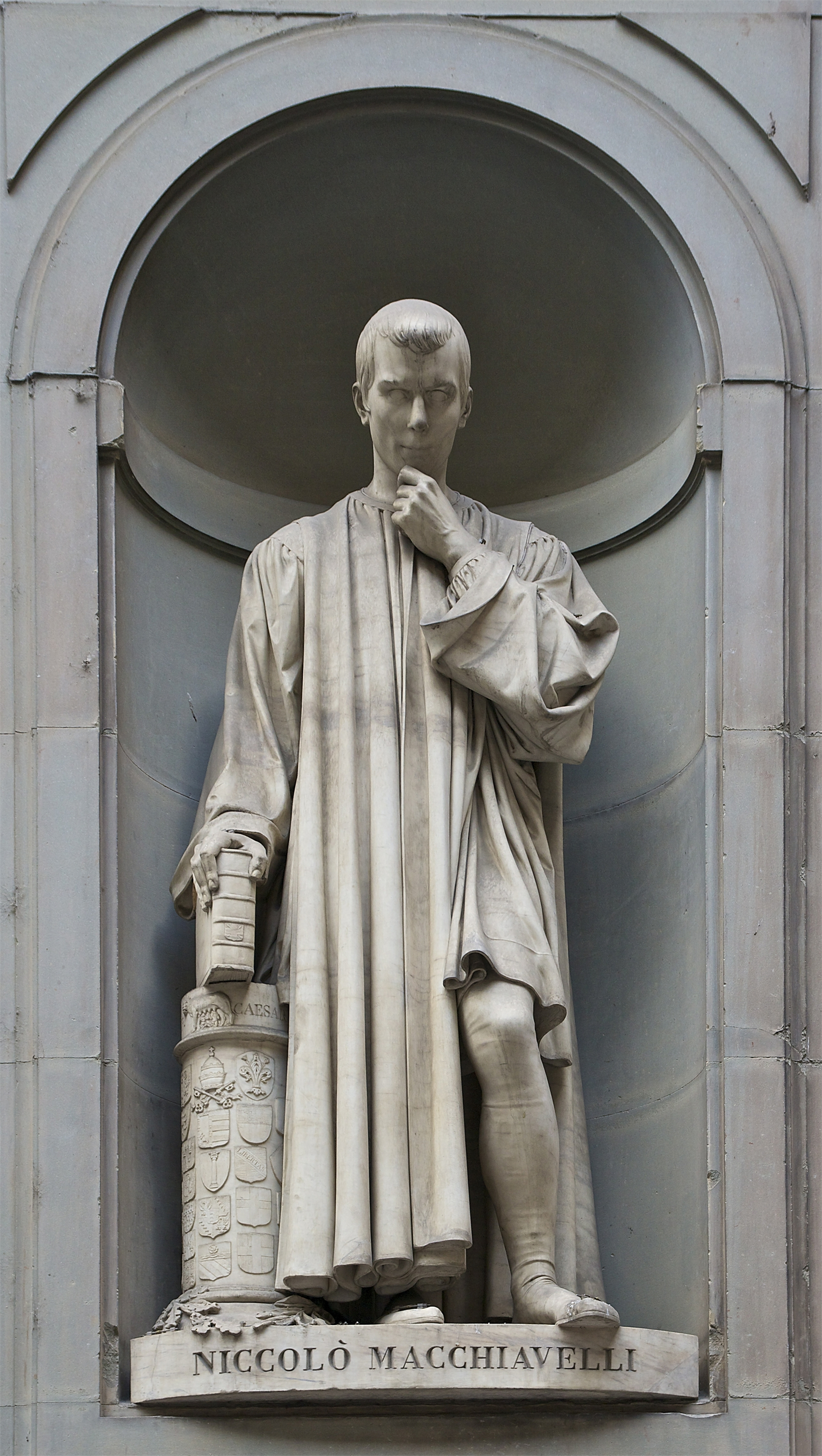
"Niccolò Machiavelli"

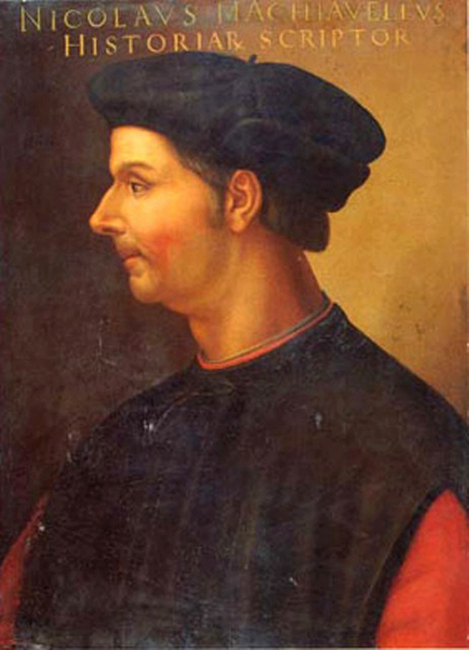
Tranh sơn dầu Machiavelli của Cristofano dell'Altissimo

Machiavelli sinh ra ở Florence, Ý, là con thứ ba và cũng là con trai đầu lòng của luật sư Bernardo di Niccolò Machiavelli với vợ - Bartolomea di Stefano Nelli. Gia đình Machiavelli được cho là hậu duệ của các nữ hầu tước cũ của xứ Tuscany. Dù gia đình ông có nhiều đóng góp cho Florence nhưng ông chưa bao giờ được công nhận là một công dân toàn diện của Florence vì bản chất chính trị phức tạp của vùng này ngay cả khi thời đó Florence là một nước cộng hòa. Machiavelli kết hôn với Marietta Corsini vào năm 1502.
Thời điểm Machiavelli sinh ra cũng là lúc nước Ý chìm trong hỗn loạn, các giáo hoàng đã khởi động vô số các cuộc chiến tranh giành quyền lực nhằm chống lại thành bang của Ý, nhân dân khắp bán đảo luôn sống trong lo âu vì quân đội Pháp, Tây Ban Nha và Đế chế La Mã thần thánh luôn tìm cách xâm chiếm các vùng để giành ảnh hưởng và quyền kiểm soát khu vực. Các liên minh chính trị - quân sự liên tục thay đổi, bởi nhiều nhà lãnh đạo đã lật mặt và thay đổi phe liên tục mà không báo trước, nhiều chính phủ trỗi dậy giữa cuộc đại chiến rồi lại sụp đổ, chỉ tồn tại trong thời gian ngắn.
Từ khi còn nhỏ, Machiavelli được học ngữ pháp, môn hùng biện và tiếng Latin. Người ta cho rằng ông không học tiếng Hy Lạp mặc dù thời đó Florence là một trong những trung tâm hàng đầu về giáo dục Hy Lạp ở châu Âu. Năm 1494, Florence khôi phục nền cộng hòa, trục xuất gia tộc Medici - thế lực giàu có đã cai trị thành bang này suốt sáu mươi năm. Ngay sau khi xử tử Savonarola, Machiavelli được bổ nhiệm vào vị trí trong nội các của thủ tướng kế nhiệm. Không lâu sau đó, ông cũng được bổ nhiệm làm thư ký của Dieci di Libertà e Pace.
Trong những năm đầu tiên của thế kỷ XVI, Machiavelli có công thực hiện nhiều nhiệm vụ ngoại giao, đáng chú ý nhất là lần ông đến yết kiếm Giáo hoàng tại Rome. Chính quyền Florence cũng phái ông đến Pistoia để bình định lại hai phe phái đối lập đã nhiều lần khởi động các vụ bạo loạn liên tiếp vào năm 1501 và 1502. Từ năm 1502-1503, chính mắt Machiavelli đã chứng kiến vô số những âm mưu tàn bạo của vị chính trị gia Cesare Borgia (1475-1507) và cha anh ta, Giáo hoàng Alexander VI, đôi cha con này đã thực hiện nhiều mưu kế đẫm máu để thâu tóm Trung Ý về tay họ. Để bao che cho hành vi của mình, vị Giáo hoàng và các con đã biện minh rằng tất cả những gì họ làm đều mang lợi ích phục vụ cho Giáo hội chứ không hướng đến tư lợi cá nhân. Thời gian sau, Machiavelli du ngoạn đến Pháp để yết kiến Louis XII và ghé thăm triều đình Tây Ban Nha. Sau chuyến đi dài, ông đã tìm thấy niềm cảm hứng mạnh mẽ để sáng tác và cuối cùng, ông viết thành công kiệt tác đề đời của mình là cuốn sách bàn luận chính trị mang tên "Quân vương".
Vào đầu thế kỷ 16, Machiavelli cho thành lập đội Dân quân thành Florence, đích thân ông đã đi vận động tuyển mộ dân chúng rồi đào tạo cho họ nhiều kỹ năng chiến đấu. Được biết từ khi còn trẻ, ông đã không tin tưởng vào chiến lược sử dụng lính đánh thuê - một kiểu chiến lược kinh điển thường được các nhà cầm quyền khắp bán đảo Ý sử dụng lúc bấy giờ. Ông đã giải thích về điều này trong các công trình bàn luận của mình và đưa ra một số dẫn chứng thuyết phục rằng bản chất của lính đánh thuê là những người không kiên nhẫn và không chú tâm vào nhiệm vụ của mình. Nhờ tin tưởng vào quyết sách của bản thân, ông đã giúp nhân dân của mình thắng lợi nhiều lần. Đến tháng 2 năm 1506, ông đã tổ chức buổi diễu hành cho đội Dân quân Florence với lực lượng gồm bốn trăm nông dân được vũ trang đầy đủ. Dưới sự chỉ huy của ông, Dân quân Florence đã đánh bại quân Pisa năm 1509.

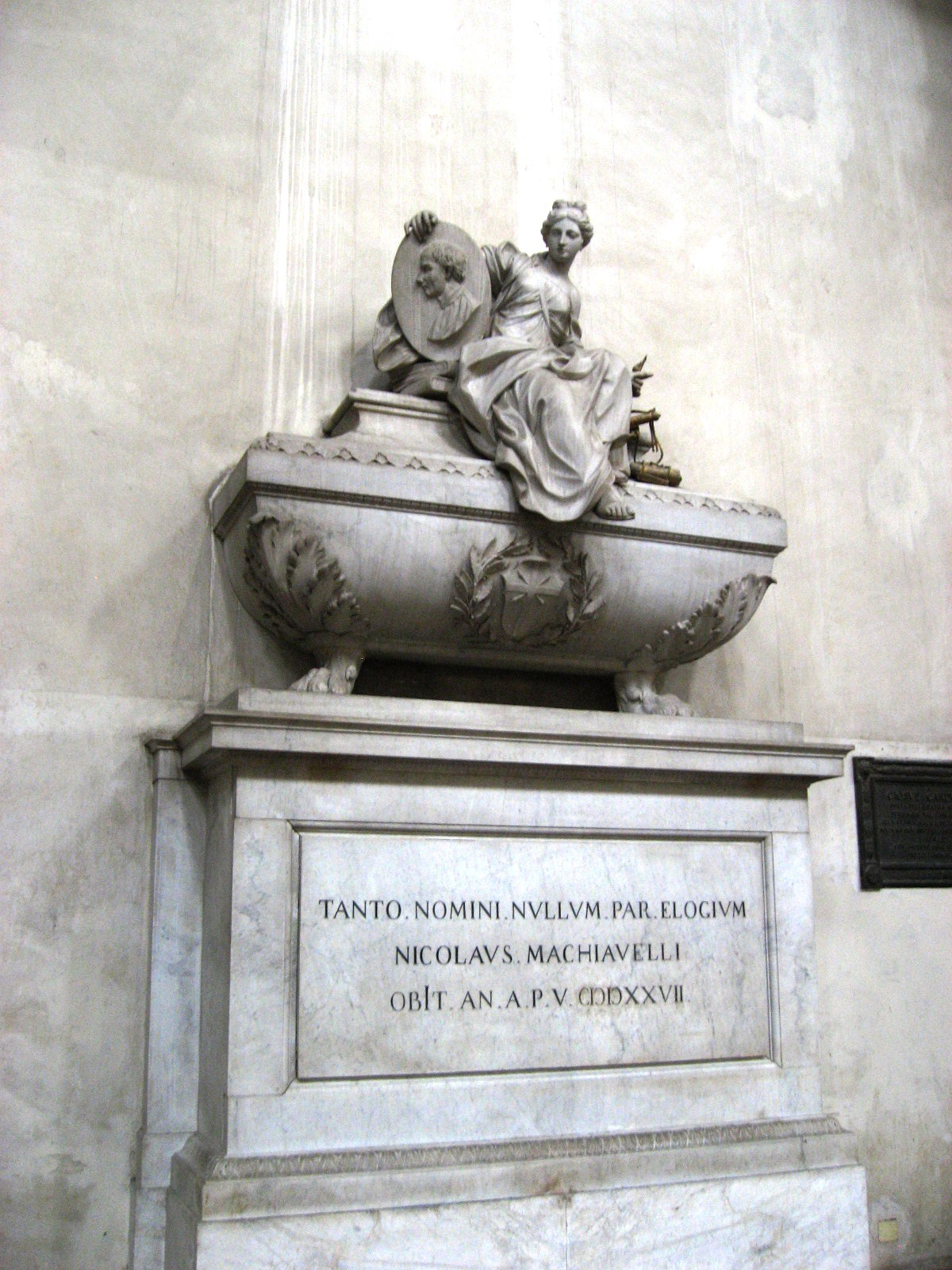
Ngôi mộ của Machiavelli trong nhà thờ Santa Croce ở Florence

Thành công của Machiavelli lại không kéo dài được lâu. Vào tháng 8 năm 1512, quân đội Hồi giáo, được tài trợ bởi Giáo hoàng Julius II, đã cấu kết với quân đội Tây Ban Nha để đánh bại quân Florence tại Prato. Bị bao vây, Soderini - người đứng đầu nhà nước Florence đã từ chức và phải sống lưu vong. Cộng hòa Florence bị giải thể, Machiavelli bị tước văn phòng và bị trục xuất khỏi thành phố trong một năm. Năm 1513, Medici buộc tội ông âm mưu chống lại họ và bắt ông phải ngồi tù. Mặc dù bị tra tấn  (" bằng dây thừng ", trong đó tù nhân bị treo cổ tay từ phía sau lưng, buộc hai cánh tay phải chịu trọng lượng cơ thể và làm trật khớp vai), ông phủ nhận có âm mưu và được thả ra sau đó ba tuần.
Machiavelli sau đó đã nghỉ hưu tại trang trại của mình tại Sant'Andrea ở Percussina, gần San Casciano ở Val di Pesa, nơi ông dành hết cho việc nghiên cứu và viết các chuyên luận chính trị của mình. Ông đã đến thăm những nơi ở Pháp, Đức và Ý, nơi ông đã đại diện cho nước cộng hòa Florentine. Tuyệt vọng khi không còn cơ hội tiếp tục tham gia trực tiếp vào các vấn đề chính trị, sau một thời gian, ông bắt đầu tham gia vào các nhóm trí thức ở Florence và viết một số vở kịch (không giống như các tác phẩm của ông về lý thuyết chính trị) vừa phổ biến vừa được biết đến rộng rãi. Chính trị vẫn là niềm đam mê chính của Machiavelli và, để thỏa mãn sở thích này, ông đã duy trì thư từ rất nổi tiếng với những người bạn có kết nối chính trị nhiều hơn, cố gắng tham gia một lần nữa vào đời sống chính trị. Trong một lá thư gửi Francesco Vettori, ông đã mô tả kinh nghiệm của mình:
Khi tối đến, tôi trở về nhà, và đi học. Trước ngưỡng cửa, tôi cởi bỏ quần áo làm việc, phủ đầy bùn và bẩn thỉu, và tôi mặc quần áo mà một đại sứ sẽ mặc. Mặc quần áo chỉnh tề, tôi bước vào tòa án cổ của những người cai trị đã chết từ lâu. Ở đó, tôi được chào đón nồng nhiệt, và tôi cho ăn thức ăn duy nhất tôi thấy bổ dưỡng và được sinh ra để thưởng thức. Tôi không xấu hổ khi nói chuyện với họ và yêu cầu họ giải thích hành động của họ và họ, vì lòng tốt, trả lời tôi. Bốn giờ trôi qua mà tôi không cảm thấy lo lắng. Tôi quên mọi lo lắng. Tôi không còn sợ đói nghèo hay sợ chết. Tôi sống hoàn toàn thông qua họ.
Machiavelli qua đời năm 1527 ở tuổi 58 sau khi nhận được nghi thức cuối cùng. Ông được chôn cất tại Nhà thờ Santa Croce ở Florence. Một văn bia tôn vinh ông được khắc trên tượng đài của ông. Truyền thuyết Latinh có đoạn: TANTO NOMINI NULLUM PAR ELOGIUM ("Thật là một cái tên tuyệt vời (đã) không có lời khen ngợi đầy đủ" hoặc "Không có lời lẽ trên bia mộ nào (sẽ) phù hợp với một cái tên tuyệt vời như vậy").

## Tác phẩm chính

### Quân vương

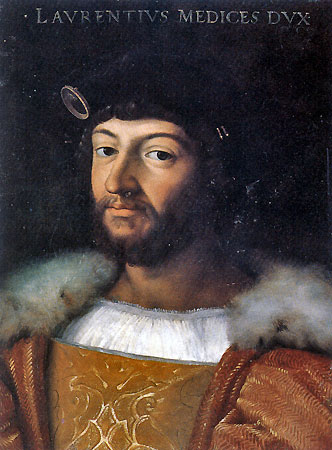
Lorenzo di Piero de 'Medici, người được Machiavelli đề tặng trong phiên bản cuối cùng của Quân vương

Cuốn sách nổi tiếng nhất của Machiavelli là Il Principe chứa một số câu châm ngôn liên quan đến chính trị. Thay vì đối tượng mục tiêu truyền thống hơn của một quân vương di truyền, nó tập trung vào khả năng của một "quân vương mới". Để giữ quyền lực, quân vương di truyền phải cân bằng cẩn thận lợi ích của nhiều thể chế mà người dân đã quen. Ngược lại, một quân vương mới có nhiệm vụ khó khăn hơn trong việc cai trị: Trước tiên anh ta phải ổn định quyền lực mới phát hiện của mình để xây dựng một cấu trúc chính trị lâu dài. Machiavelli gợi ý rằng những lợi ích xã hội của sự ổn định và an ninh có thể đạt được khi đối mặt với tham nhũng đạo đức. Machiavelli tin rằng đạo đức công cộng và tư nhân phải được hiểu là hai điều khác nhau để cai trị tốt. Kết quả là, một người cai trị phải được quan tâm không chỉ với danh tiếng, mà còn phải sẵn sàng tích cực để hành động vô đạo đức vào đúng thời điểm. Machiavelli tin rằng như một người cai trị, thà được sợ hãi rộng rãi hơn là được yêu thương rất nhiều; Một người cai trị được yêu thương giữ quyền lực bằng nghĩa vụ trong khi một nhà lãnh đạo sợ hãi cai trị bằng cách sợ bị trừng phạt. Là một nhà lý luận chính trị, Machiavelli nhấn mạnh đến "sự cần thiết" đối với việc thực thi phương pháp vũ lực hoặc lừa dối bao gồm cả việc tiêu diệt toàn bộ các gia đình quý tộc để chống lại bất kỳ cơ hội thách thức nào đối với chính quyền của quân vương.
Các học giả thường lưu ý rằng Machiavelli tôn vinh công cụ trong việc xây dựng nhà nước, một cách tiếp cận được thể hiện bằng câu nói, thường được quy cho các giải thích của Quân vương, " Kết quả biện minh cho phương tiện ". Gian lận và lừa dối được Machiavelli nắm giữ khi cần thiết cho một quân vương sử dụng. Bạo lực có thể cần thiết cho việc ổn định thành công quyền lực và giới thiệu các thể chế chính trị mới. Lực lượng có thể được sử dụng để loại bỏ các đối thủ chính trị, để tiêu diệt các quần thể kháng chiến và thanh trừng cộng đồng của những người đàn ông khác đủ mạnh để cai trị, người chắc chắn sẽ cố gắng thay thế người cai trị. Machiavelli đã trở nên khét tiếng vì những lời khuyên chính trị như vậy, đảm bảo rằng ông sẽ được ghi nhớ trong lịch sử thông qua tính từ "Machiavellian".
Do phân tích gây tranh cãi của tác phẩm chuyên luận về chính trị này, Giáo hội Công giáo đã cấm Quân vương, đưa nó vào Index Librorum Prohibitorum. Những người theo chủ nghĩa nhân văn cũng đã nhìn nhận cuốn sách một cách tiêu cực, bao gồm Erasmus của Rotterdam. Như một luận thuyết, đóng góp trí tuệ chính của nó cho lịch sử tư tưởng chính trị là sự phá vỡ cơ bản giữa chủ nghĩa hiện thực chính trị và chủ nghĩa duy tâm chính trị, do nó là một hướng dẫn để có được và giữ quyền lực chính trị. Trái ngược với Plato và Aristotle, Machiavelli khẳng định rằng một xã hội lý tưởng tưởng tượng không phải là một mô hình mà một quân vương cần định hướng.
Liên quan đến sự khác biệt và tương đồng trong lời khuyên của Machiavelli đối với các quân vương tàn nhẫn và chuyên chế trong Quân vương và những lời hô hào cộng hòa hơn của ông trong các cuộc thảo luận về Livy, ít người khẳng định rằng Quân vương, mặc dù được viết là lời khuyên cho một quân vương quân chủ, có những lập luận về sự ưu việt của chế độ quân chủ. tương tự như những gì được tìm thấy trong các diễn ngôn. Vào thế kỷ 18, tác phẩm này thậm chí còn được gọi là tác phẩm châm biếm, ví dụ như Jean-Jacques Rousseau đã nhận xét.
Các học giả như Leo Strauss và Harvey Mansfield đã tuyên bố rằng các phần của Quân vương và các tác phẩm khác của ông có những tuyên bố bí truyền có chủ ý trong suốt chúng. Tuy nhiên, Mansfield tuyên bố rằng đây là kết quả của Machiavelli khi thấy những điều nghiêm trọng và nghiêm trọng là hài hước vì chúng "bị con người thao túng" và coi chúng là nghiêm trọng vì chúng "trả lời nhu cầu thiết yếu của con người".
Các cách giải thích khác bao gồm ví dụ của Antonio Gramsci, người lập luận rằng khán giả của Machiavelli cho tác phẩm này thậm chí không phải là giai cấp thống trị mà là những người bình thường bởi vì những người cai trị đã biết những phương pháp này thông qua giáo dục của họ.

### Các bài giảng về Livy
Các bài diễn văn trong mười cuốn sách đầu tiên của Titus Livius, được viết vào khoảng năm 1517, xuất bản năm 1531, thường được gọi đơn giản là các bài diễn văn hay Discorsi, thường là một cuộc thảo luận về lịch sử cổ điển của La Mã cổ đại, mặc dù nó đi rất xa chủ đề này vật chất và cũng sử dụng các ví dụ chính trị đương đại để minh họa các điểm. Machiavelli trình bày nó như một chuỗi các bài học về cách một nền cộng hòa nên được bắt đầu và cấu trúc. Nó là một tác phẩm lớn hơn nhiều so với Quân vương, và trong khi nó giải thích công khai hơn về những lợi thế của các nước cộng hòa, nó cũng chứa nhiều chủ đề tương tự từ các tác phẩm khác của ông. Ví dụ, Machiavelli đã lưu ý rằng để cứu một nước cộng hòa khỏi tham nhũng, cần phải trả lại cho "nhà nước đế vương" bằng các biện pháp bạo lực. Anh ta bào chữa cho Romulus vì đã giết anh trai Remus và đồng cai trị Titus Tatius để có được quyền lực tuyệt đối cho chính mình khi ông ta thiết lập một "lối sống dân sự". Các nhà bình luận không đồng ý về việc hai tác phẩm đồng ý với nhau như thế nào, vì Machiavelli thường gọi các nhà lãnh đạo của các nước cộng hòa là "quân vương". Machiavelli thậm chí đôi khi đóng vai trò là cố vấn cho bạo chúa. Các học giả khác đã chỉ ra các đặc điểm thương mại hóa và đế quốc của nước cộng hòa Machiavelli. Tuy nhiên, nó đã trở thành một trong những văn bản trung tâm của chủ nghĩa cộng hòa hiện đại, và thường được tranh luận là một tác phẩm toàn diện hơn Quân vương.

## Sự độc đáo

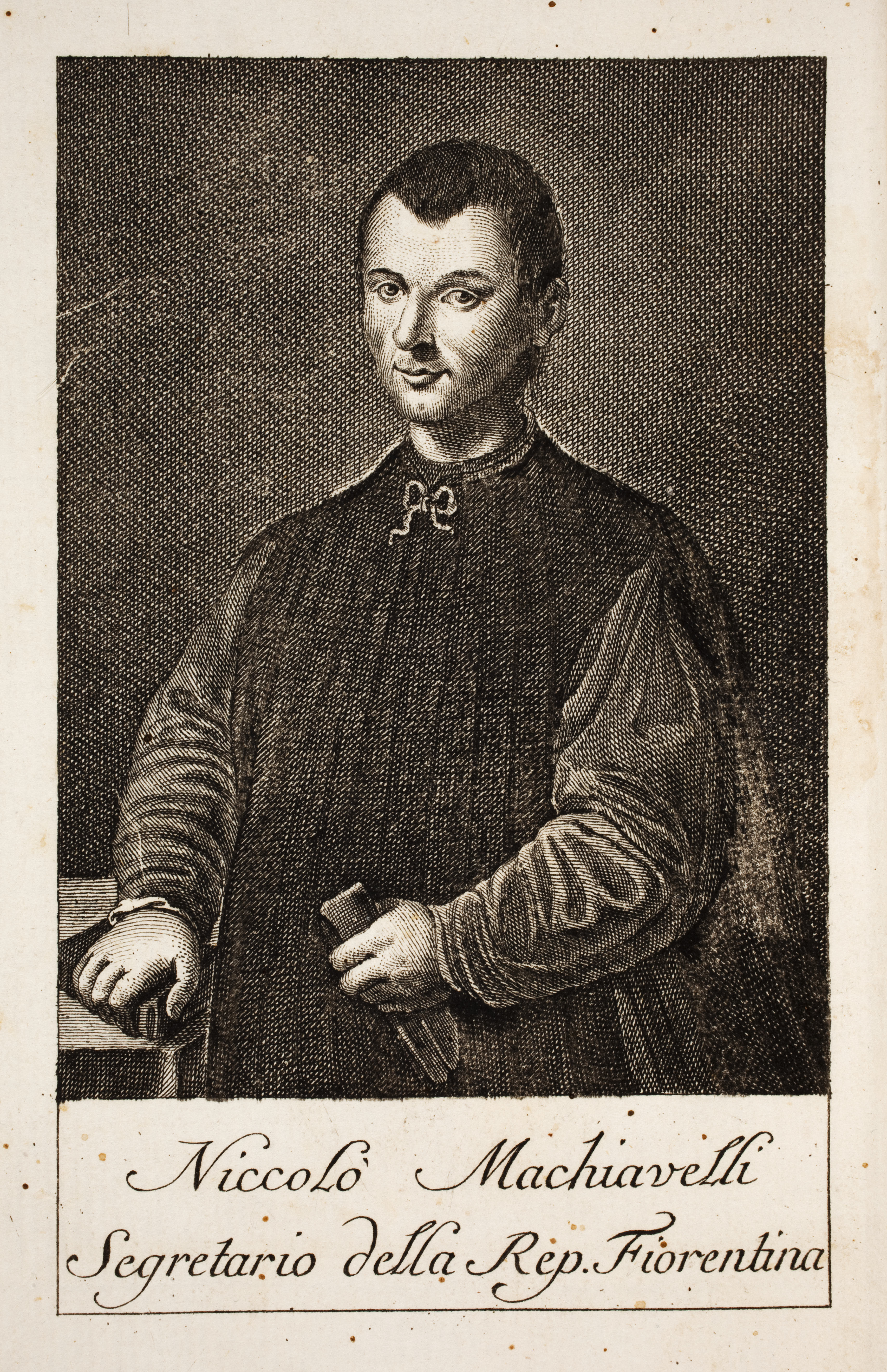
Bức chân dung khắc của Machiavelli, từ Il Principe của Thư viện Cung điện Hòa bình, xuất bản năm 1769

Các nhà bình luận đã có những cách tiếp cận rất khác nhau đối với Machiavelli và không phải lúc nào cũng đồng ý với nhau. Các cuộc thảo luận chính có xu hướng về hai vấn đề: thứ nhất, công việc của ông thống nhất và mang tính triết học như thế nào, và thứ hai, liên quan đến việc đổi mới hoặc truyền thống như thế nào.

### Sự gắn kết
Có một số bất đồng liên quan đến cách mô tả tốt nhất các chủ đề thống nhất, nếu có, có thể tìm thấy trong các tác phẩm của Machiavelli, đặc biệt là trong hai tác phẩm chính trị lớn, Quân vương và Các bài phát biểu. Một số nhà bình luận đã mô tả ông là không nhất quán, và có lẽ thậm chí ông không đặt ưu tiên cao trong tính nhất quán. Những người khác như Hans Baron đã lập luận rằng ý tưởng của ông phải thay đổi đáng kể theo thời gian. Một số người đã lập luận rằng kết luận của ông được hiểu rõ nhất là một sản phẩm của thời đại, kinh nghiệm và giáo dục của ông. Những người khác, chẳng hạn như Leo Strauss và Harvey Mansfield, đã lập luận mạnh mẽ rằng có một sự nhất quán và khác biệt rất mạnh mẽ và có chủ ý, thậm chí cho rằng điều này mở rộng cho tất cả các tác phẩm của Machiavelli bao gồm cả hài kịch và thư từ của ông.

### Ảnh hưởng
Các nhà bình luận như Leo Strauss đã đi xa đến mức gọi Machiavelli là người khởi xướng có chủ ý của chính sự hiện đại. Những người khác đã lập luận rằng Machiavelli chỉ là một ví dụ đặc biệt thú vị về các xu hướng đang xảy ra xung quanh ông. Trong mọi trường hợp, Machiavelli đã thể hiện bản thân vào những thời điểm khác nhau khi ai đó nhắc nhở người Ý về những đức tính cũ của người La Mã và Hy Lạp, và những lần khác là một người thúc đẩy cách tiếp cận hoàn toàn mới đối với chính trị.
Việc Machiavelli có một loạt các ảnh hưởng là điều không cần phải bàn cãi. Tuy nhiên, tầm quan trọng tương đối của chúng là một chủ đề thảo luận đang diễn ra. Có thể tóm tắt một số ảnh hưởng chính được nhấn mạnh bởi các nhà bình luận khác nhau.

## Học thuyết Machiavelli
Mặc dù Machiavelli thường được cho là người sáng lập học thuyết chính trị hiện đại, có nhiều tranh cãi về ý định và lý luận của ông. Quân vương - tác phẩm nổi tiếng nhất của ông - chỉ được lưu hành dưới dạng bản thảo lúc ông còn sống và được xuất bản sau khi ông qua đời vào năm 1532. Với lời đề tặng Lorenzo de Medici, kẻ cai trị Florence từ năm 1516 đến năm 1519, và dường như tán thành những phương pháp vô đạo của các lãnh tụ đầy tham vọng như Cesare Borgia. Tác phẩm Những bài giảng thuyết về Titus Livy, cũng được in sau khi ông mất (1531), sử dụng lịch sử chính trị La Mã làm nền tảng cho những nguyên tắc chính trị của nước cộng hòa. Những mâu thuẫn hiển nhiên giữa hai tác phẩm này đã khiến nhiều người cho rằng, Machiavelli là bậc thầy về thủ đoạn chính trị và sự vô đạo. Tuy nhiên, đối với một số người, ông là người cổ vũ cho chủ nghĩa cộng hòa Hy - La và ngoại giao, đối lập với Cơ Đốc giáo và chế độ quân chủ phong kiến. Và số khác nhìn thấy ông như người đầu tiên chọn lựa một quan điểm khách quan hay "khoa học'' về chính trị. Ông cố gắng tiếp cận chính trị bằng lý tính để hiểu đúng bản chất của các hoạt động chính trị thay vì lặp lại những tín điều đạo đức Cơ đốc giáo về chính trị. Chính trị hiện ra trong tác phẩm của Machiavelli là nghệ thuật giành quyền lực, kiểm soát và thao túng người khác chứ không phải là lý thuyết về một nền chính trị lý tưởng.
Hiểu được Machiavelli không dễ. Lý do chính có thể là sự khẳng định của Machiavelli trong cả hai cuốn Quân vương và Những bài giảng thuyết, rằng, nhận thức chính trị của ông dựa trên sự kết hợp giữa "kinh nghiệm lâu dài'' về những chuyện hiện đại (những trách nhiệm của ông đối với Cộng hòa Florence) và không ngừng học hỏi thời kỳ cổ đại Hy Lạp - La Mã" (đặc biệt là các tác gia ngoại giáo như Xenophon và Polybius, kể cả Livy). Theo phát hiện của những người tìm hiểu những thông báo ngoại giao và thư từ riêng của Machiavelli thì ông thường viết bằng mật mã và sử dụng lối viết khó hiểu để bảo đảm rằng, những thông điệp của ông chỉ có người nhận mới lĩnh hội được quan trọng hơn, các công văn ngoại giao của Machiavelli cho thấy rằng, sự ngợi ca Cesare Borgia trong Quân vương không được thừa nhận theo giá trị bề ngoài. Rousseau kết luận: "Quân vương của Machiavelli là cuốn sách của những người cộng hòa (bởi vì) chỉ duy sự chọn lựa người anh hùng bỉ ổi của ông đã chứng minh đầy đủ ý định thầm kín của ông; và sự chống đối các châm ngôn trong các cuốn sách của ông, Quân vương,Những bài giảng thuyết, và Lịch sử Florence, cho thấy rằng, lý thuyết gia chính trị sâu sắc này cho tới tận bây giờ chỉ có được những độc giả nông cạn và đồi bại''.
Ngay cả những người bất đồng với lối giải thích cộng hòa của Rousseau cũng thường nhất trí rằng, Machiavelli đã ra sức giới thiệu một tín lý thế tục, duy vật khác hẳn với Cơ Đốc giáo truyền thống. Machiavelli tìm cách cho thấy các nhà lãnh đạo tham vọng có thể ''thay đổi'' vận mệnh thông qua "các đê đập'' của luật lệ hữu hiệu và quân đội hùng mạnh. Nhưng có lẽ bị nhụt chí vì sự thất bại của những công trình kỹ thuật và quân sự, Machavelli vẫn còn nghi ngại về ý tưởng, sau này được Bacon triển khai, theo đó con người chắc chắn hay thường xuyên có thể ''chinh phục tự nhiên''. Như Machiavelli diễn đạt trong chương 25 của Quân vương, con người có thể kiểm soát "khoảng một nửa'' vận mệnh hay cơ hội bằng sự kết hợp sức mạnh, trí thông minh và sự bốc đồng.
Có thể hoà giải những diễn dịch khác nhau về các tác phẩm của Machiavelli bằng cách nhìn nhà lãnh đạo tham vọng trong quân vương như một nhà lập pháp hay người sáng lập ra chế độ cộng hòa trong Những bài giảng thuyết. Một cách đọc như thế gợi lên một Machiavelli tìm cách tạo ra ''những phương thức và trật tự mới'' có khả năng củng cố những nhà nước trường tồn. Để đạt mục đích đó, luật pháp phải điều chỉnh những dục vọng và xung đột ích kỷ vốn có trong sinh hoạt chính trị, trong khi đó sự sợ hãi đưa đến phục tùng luật pháp và những người nắm quyền. Phản đối ''những công quốc tưởng tượng'', dù dưới hình thức Cộng hòa của Plato hay Vương quốc của Chúa của Augustine, Machiavelli tìm cách hướng dẫn những nhà lãnh đạo tham vọng vào nhiệm vụ xây dựng và duy trì ''quân đội hùng mạnh và luật pháp hữu hiệu'' (Quân Vương, chương 12). Trong cách diễn giải này, Machiavelli kết hợp những quan điểm về bản chất và sự thận trọng của con người có từ thời cổ đại ngoại giáo với quan niệm về quyền lực và kỹ thuật thế tục đã trở thành đặc trưng của tính hiện đại. Vì vậy có lý do xác đáng để lan truyền ý kiến cho rằng, Machiavelli khởi xướng tư tưởng chính trị ''hiện đại". Trong lời giới thiệu cho quyển INhững bài giải thuyết, Machiavelli nói ông tìm cách mở một ''đường đi mới'' và so sánh mục tiêu này với việc Columbus khám phá ra châu Mỹ. Trong chương 15 của Quân vương, Machiavelli khẳng định dứt khoát rằng, quan điểm của ông khác hẳn với ''mọi người'' - có thể ông muốn nói tất cả tác giả đi trước về lý thuyết chính trị - về mối quan hệ giữa nhà cai trị và những người bị trị. Thậm chí vở kịch Mandragola mở đầu một cách mới lạ: nhân vật của tác giả bước ra sân khấu nói trực tiếp với khán giả rằng, họ sẽ được thấy ''một tình cảnh mới''.
Nhưng Machiavelli muốn nói gì qua cái mới lạ trong giáo thuyết của ông? Nhiều nhà bình luận tập trung vào việc ông nhấn mạnh một cách trần tục đối với ''chân lý thực tế'' thay vì ''những công quốc tưởng tượng'' của truyền thống Plato và Cơ Đốc giáo, trong chương 15 của Quân vương. Nhưng cũng tại chương đó cho thấy ý định của Machiavelli hoàn toàn là lý thuyết chứ không phải thực hành: "Ý định (của tôi) là viết một cái gì đó hữu ích chobất kỳ ai hiểu được nó''.
Khi được đọc cẩn thận, các tác phẩm của Machiavelli hiện ra một triết thuyết chính trị mạch lạc. Được khuyến khích bởi việc nghiên cứu triết học cổ đại, Machiavelli cố ý thách thức truyền thống triết học Tây phương. Tuy nhiên, ông không nói có gì mới lạ khác thường trong quan điểm hoài nghi của ông về bản chất con người (''con người là vô ơn, giả đạo đức, lẩn tránh hiểm nguy, hám lợi,…", Quân vương, chương 17). Trái lại, Machlavelli thẳng thắn tuyên bố rằng, ''tất cả tác gia về chính trị đều đã chỉ ra... cần phải coi là đương nhiên rằng, mọi người đều xấu xa.'' (Những bài giảng thuyết). Không hề có gì mới lạ, lý thuyết của Machiavelli về bản chất con người chỉ đơn thuần ủng hộ quan điểm truyền thống, như những giáo huấn của Xenophon (một tác giả Hy Lạp được yêu cầu phải đọc trong cả hai tác phẩm quân vương và Những bài giảng thuyết).
Đúng ra, cái mới lạ trong học thuyết của Machiavelli là việc sử dụng khoa học và kỹ thuật để chế ngự tự nhiên và giành được bằng mưu đồ những kết quả mà cho tới lúc đó chỉ có được bằng vận may (vận mệnh). Trong thời cổ đại Hy Lạp và La Mã, khoa học và triết học bị giới hạn vào việc nhận thức tự nhiên hơn là làm ra những kỹ thuật để kiểm soát nó. Tính hiện đại, trái lại, được đặc trưng bằng sự phát triển không ngừng khoa học và công nghệ nhằm tập trung cho công cuộc chinh phục tự nhiên theo kiểu Bacon. Machiavelli đánh dấu sự chuyển tiếp bằng ý tưởng đề xuất rằng, con người có thể làm chủ được khoảng một nửa lịch sử hay vận mệnh của mình.
Các tác phẩm của Machiavelli có được tầm quan trọng mới như một triết lý chính trị phức tạp và đầy quyền lực với sự quan tâm không ngừng đến sự hiểu biết bản chất con người. Tư tưởng thể hiện trong tác phẩm văn học, trong các bài chuyên luận chính trị và hành động của Machiavelli được gọi là "Học thuyết Machiavelli" (còn gọi là chủ nghĩa Machiavelli). Friedrich Engels đã nói:
- Machiavelli là một trong những người khổng lồ của thời đại Phục hưng
Machiavelli chủ trương, trong đời sống, đặc biệt trong đấu tranh chính trị:
- "Nhà vua vừa là chồn cáo, vừa là sư tử."
- "Con người muốn xứng đáng là một con người phải tiến thẳng vững vàng tới mục đích. Mục đích sẽ chứng minh tính đúng đắn của biện pháp."
- "Kẻ lừa dối sẽ luôn tìm được những người cho phép mình bị lừa dối."